# Zachrašťany
Zachrašťany település Csehországban, a Hradec Králové-i járásban. Zachrašťany Nepolisy, Nový Bydžov, Měník és Mlékosrby településekkel határos. Lakosainak száma 265 fő (2024. január 1.).

## Népesség
A település lakosságának változását az alábbi diagram mutatja:
| Lakosok száma | 340  | 413  | 565  | 373  | 234  | 185  | 222  | 240  | 245  | 265  |
|               | 1869 | 1900 | 1921 | 1961 | 1980 | 2011 | 2016 | 2019 | 2021 | 2024 |